# Avrămești (gmina w okręgu Harghita)
Avrămești – gmina w Rumunii, w okręgu Harghita. Obejmuje miejscowości Andreeni, Avrămești, Cechești, Firtănuș, Goagiu, Laz-Firtănuș, Laz-Șoimuș i Medișoru Mic. W 2011 roku liczyła 2465 mieszkańców.